# Jim Mollison
Ne doit pas être confondu avec Jim Morrison.
James Allan (« Jim ») Mollison est un aviateur pionnier écossais, né le 19 avril 1905 et mort le 30 octobre 1959. Il a établi plusieurs records d'aviation dans les années 1930. Il fut marié à Amy Johnson (1903-1941), aviatrice elle aussi.

## Biographie
Né le 19 avril 1905 à Glasgow en Écosse, Mollison est attiré dès son plus jeune âge par l'aviation. À 18 ans, il obtient l'autorisation d'exercer dans la Royal Air Force, il devient alors le plus jeune officier du service. Après sa formation il est affecté au Waziristan.
À 22 ans il est nommé instructeur à la Central Flying School (CFS) battant encore le record de jeunesse à ce poste. Peu après il est transféré à la réserve de la RAF et il consacre son temps à l'aviation civile. En 1928-1929, il est instructeur au South Australian Aero Club à Adélaïde, abandonnant ce poste pour devenir pilote de la Eyre Peninsular Airways et de l'Australian National Airways.
Tout en se faisant une réputation de playboy, Mollison était un pilote hautement qualifié qui, comme beaucoup d'autres, choisit de battre des records pour se « faire un nom ». En juillet-août 1931 il établit les records de vol Australie-Angleterre en huit jours et 19 heures et Angleterre-Afrique du Sud en quatre jours et 17 heures.

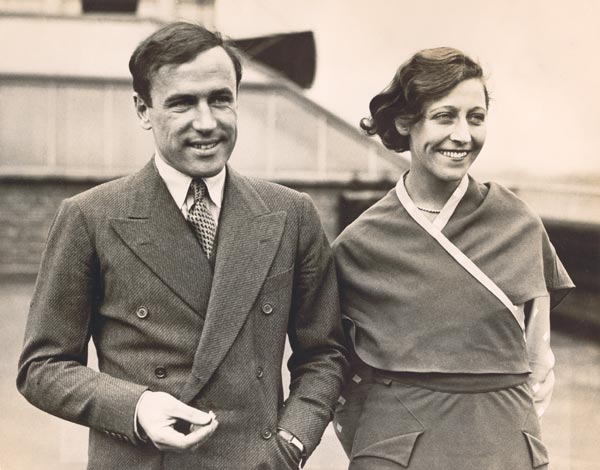
Jim Mollison et Amy Johnson en 1937.

Pendant un de ses vols commerciaux, il rencontre l'aviatrice, non moins célèbre que lui, Amy Johnson, à qui il demande de l'épouser huit heures après leur rencontre, pendant le vol. Johnson ayant accepté, ils se marient en juillet 1932. Plus tard, elle bat le record de vol Angleterre-Afrique du Sud de son mari. Ils sont surnommés « les Amoureux volants » par la presse et le public.
Mollison a poursuivi ses tentatives de records. Le 18 août 1932 il fut le premier pilote à effectuer un vol solo transatlantique ralliant Portmarnock (Irlande) à Pennfield (en)au Nouveau-Brunswick (Canada). Ensuite, il planifié avec sa femme un vol record autour du monde. Le 22 juillet 1933, ils décollent du Pays de Galles, ; leur avion échoue à atteindre le Connecticut aux États-Unis et il est endommagé à l'atterrissage. Ils sont blessés et leur avion, démantelé par des chasseurs de souvenirs.
En octobre 1934, les Mollison ont pris part ensemble à la MacRobertson Air Race. Leur de Havilland DH.88 Comet Black Magic a mené la course et était en tête à Baghdad. Ils ont été contraints d'abandonner à Allahabad ayant dû utiliser du carburant non spécifique à l'aviation qui a endommagé les moteurs.
Leur mariage bat de l'aile ; ils étaient rivaux durant les mêmes compétitions et Mollison était parfois un gros buveur. Amy Johnson et Jim Mollison divorcent en 1938.

## Seconde Guerre mondiale
Tant Amy Johnson que Mollison servent dans l'ATA (Air Transport Auxiliary) pendant la Seconde Guerre mondiale.
Un incident majeur se produit alors que Mollison vole comme copilote de Diana Barnato Walker. Leur Anson est intercepté et abattu par des chasseurs de la Luftwaffe. Bien que l'avion ait été touché, les 12 passagers et membres d'équipage sont sains et saufs.
Amy Johnson est tuée lors du transfert d'un avion en 1941.

## Après-guerre
Mollison s'installe à Londres pour y tenir un pub. Il épouse Maria Clasina E. Kamphuisle le 26 septembre 1949.
En 1953, le Civil Aviation Authority Medical Board révoque sa licence de pilote, en raison de son alcoolisme.
Il meurt le 30 octobre 1959.